# Kristin Pudenz
Kristin Pudenz (* 9. Februar 1993 in Herford, Nordrhein-Westfalen) ist eine deutsche Leichtathletin, die sich auf den Diskuswurf spezialisiert hat.

## Berufsweg
Kristin Pudenz studierte Soziale Arbeit an der Fachhochschule Potsdam, was sie 2017 mit dem Bachelor abschloss.
Nach drei Jahren in der Spitzensportförderung der Bundeswehr begann sie im Oktober 2020 ein Studium in der Sportfördergruppe der Landespolizei Brandenburg.

## Sportliche Karriere
In ihrer U18-Zeit bestritt Kristin Pudenz auch Wettbewerbe im Kugelstoßen, konzentrierte sich dann auf den Diskuswurf. Sie erreichte bei nationalen und internationalen Wettkämpfen vordere Plätze und musste sich oft nur ihren deutschen Mitstreiterinnen geschlagen geben.
2015 wurde sie in Tallinn mit 59,94 m Dritte bei den U23-Europameisterschaften.
2017 erreichte Pudenz beim Winterwurf-Europacup in Las Palmas de Gran Canaria mit der Mannschaft den 2. Platz und belegte im Einzel den 6. Rang. Mitte Juli nominierte sie der Allgemeine Deutsche Hochschulsportverband (adh) für die Sommer-Universiade in Taipeh, wo sie den Titel mit einer Weite von 59,09 m gewann.
2018 kam Pudenz beim Winterwurf-Europacup in Leiria mit der Mannschaft auf den 1. Platz, wozu sie durch einen 4. Platz im Einzel beitrug. Bei den Deutschen Meisterschaften in Berlin kam sie mit Saisonbestleistung von 61,11 m auf den 6. Platz.
2019 wurde sie mit persönlicher Bestleistung von 64,37 m erstmals Deutsche Meisterin.
2020 erreichte Pudenz in der Hallensaison beim ISTAF Indoor in Berlin mit 58,98 m den 4. Platz. Beim ersten Leichtathletikwettkampf in Deutschland in der Coronakrise kam Pudenz mit 63,96 m in Neubrandenburg bis auf 41 cm an ihre Bestmarke heran. Bei einem Leistungstest steigerte sich Pudenz am 19. Juni in Potsdam auf 64,92 m und beim Werfermeeting in Schönebeck erhöhte sie ihre persönliche Bestmarke um 66 cm auf 65,58 m.
Bei den Olympischen Spielen 2020 in Tokio gewann Kristin Prudenz die Silbermedaille im Diskuswurf mit neuer persönlicher Bestleistung von 66,86 m. Dafür wurde sie vom Bundespräsidenten am 8. November 2021 mit dem Silbernen Lorbeerblatt ausgezeichnet. Bei den Europameisterschaften 2022 holte sie mit neuer persönlicher Bestleistung von 67,87 m die Silbermedaille, nur 8 cm hinter der Siegerin Sandra Perković. Im Jahr 2023 gewann sie den Diskuswettbewerb bei der Team-Europameisterschaft im Rahmen der Europaspiele mit 66,84 m.
Bei den Olympischen Spielen 2024 in Paris belegte Pudenz im Finale mit 60,38 m den 10. Platz, nachdem sie in der Qualifikation 63,45 m geworfen hatte.

## Vereinszugehörigkeiten
Seit 2009/10 startet Pudenz für den SC Potsdam und war zuvor im TV Löhne-Bahnhof/LG Bünde-Ahle/Löhne.

## Familie
Kristin Pudenz wuchs in Löhne auf, wo sie mit 12 Jahren mit dem Diskuswurf begann. Ihr älterer Bruder Fabian konkurrierte ebenfalls im Diskuswurf. Vater Rüdiger war in der DDR ebenfalls Diskuswerfer und wurde 1985 Vizeeuropameister der Junioren.

## Bestleistungen
Jahresbestleistung
Diskus (1 kg)
| 2007 | 34,32 m |
| 2008 | 44,64 m |
| 2009 | 46,79 m |
| 2010 | 54,07 m |
| 2011 | 54,15 m |
| 2012 | 57,74 m |
| 2013 | 59,74 m |
| 2014 | 60,89 m |
| 2015 | 62,61 m |
| 2016 | 61,01 m |
| 2017 | 62,89 m |
| 2018 | 61,11 m |
| 2019 | 64,37 m |
| 2020 | 65,58 m |
| 2021 | 66,86 m |
| 2022 | 67,87 m |

Persönliche Bestleistung
- 67,87 m, Europameisterschaften München, 16. August 2022

## Erfolge
National
- 2008: 6. Platz Deutsche Jugendmeisterschaften
- 2009: 4. Platz Deutsche Winterwurf-Meisterschaften
- 2010: Deutsche Winterwurf-Vizemeisterin
- 2010: Deutsche Jugendvizemeisterin
- 2011: Deutsche Winterwurf-Vizemeisterin
- 2011: 5. Platz Deutsche Leichtathletik-Jugendmeisterschaften
- 2012: 3. Platz Deutsche Winterwurf-Meisterschaften
- 2012: Deutsche Jugendvizemeisterin
- 2013: 3. Platz Deutsche U23-Meisterschaften
- 2014: 5. Platz Deutsche Meisterschaften
- 2014: Deutsche U23-Vizemeisterin
- 2015: 7. Platz Deutsche Meisterschaften
- 2015: Deutsche U23-Vizemeisterin
- 2016: 6. Platz Deutsche Meisterschaften
- 2017: 5. Platz Deutsche Meisterschaften
- 2018: 6. Platz Deutsche Meisterschaften
- 2019: Deutsche Meisterin
- 2020: Deutsche Meisterin
- 2021: Deutsche Meisterin
- 2022: Deutsche Meisterin
- 2023: Deutsche Meisterin
- 2024: Deutsche Meisterin

International
- 2009: 3. Platz Europäisches Olympisches Jugendfestival (EYOF)
- 2013: 4. Platz U23-Europameisterschaften
- 2015: 3. Platz U23-Europameisterschaften
- 2017: Winterwurf-Europacup: 2. Platz Mannschaft, 6. Platz Einzel
- 2017: 1. Platz Universiade
- 2018: Winterwurf-Europacup: 1. Platz Mannschaft, 4. Platz Einzel
- 2019: 11. Platz Weltmeisterschaften
- 2021: 2. Platz Olympische Spiele 2020
- 2022: 11. Platz Weltmeisterschaften
- 2022: 2. Platz Europameisterschaften
- 2023: 1. Platz Europaspiele/Team-Europameisterschaft Einzel
- 2023: 6. Platz Weltmeisterschaften
- 2024: 10. Platz Olympische Spiele